# Szolnok
Szolnok (in tedesco Sollnock, in romeno Solnoca) è una città di 71 285 abitanti dell'Ungheria centrale, capoluogo della contea di Jász-Nagykun-Szolnok.

## Storia
Szolnok compare in un documento ufficiale nel 1075 sebbene l'area fu abitata fin dall'antichità da Celti Slavi e Avari. Durante l'invasione dei Mongoli la città fu abbandonata e rifondata di nuovo da Re Béla IV. Occupata dagli Ottomani nel 1552 che costruirono una moschea, un minareto andati successivamente distrutti. L'occupazione durò fino al 1685. La città iniziò a prosperare nel diciottesimo secolo, grazie ai traffici sul fiume Tibisco, e fu connessa alla rete ferroviaria nel 1847.
Nella battaglia di Szolnok del 1848 contro gli Asburgo, gli austriaci furono sconfitti. La posizione lungo il Tibisco rese vulnerabile la città durante le guerre mondiali e fu pesantemente bombardata nel 1944, tanto che, all'arrivo dei sovietici, la città era quasi disabitata. Nell'epoca precedente al 1989, Szolnok vide aumentare il numero di fabbriche e le infrastrutture turistiche con l'apertura di nuovi bagni termali.
Fu nominata città nel 1990.

## Geografia fisica
Szolnok si trova a circa 100 km a sud-est di Budapest nel mezzo della Grande Pianura Ungherese, alla confluenza dei fiumi Tibisco e Zagyva. Il suo clima è continentale con estati calde e secche e inverni molto freddi. La media annua di precipitazioni è di circa 480–500 mm.

## Economia

### Turismo
La città conserva i resti del castello medioevale che fu conquistato dei Turchi nel XVI secolo. Szolnok offre ai turisti un gran numero di centri termali attrezzati con piscine e bagni medicinali per il trattamento di problemi allo stomaco e reumatici. Vi è inoltre il Museo dell'aviazione Ungherese.
È un importante centro industriale con impianti alimentari, chimici, meccanici, industria della carta.

## Amministrazione

### Gemellaggi
Szolnok è gemellata con le seguenti città:
- Baia Mare, dal 1990[2]
- Bielsko-Biała
- Eastwood (Nottinghamshire)
- Forlì
- Riihimäki, dal 1969
- Reutlingen, dal 1990
- Shoham
- Yuza